# Denzel Curry
Denzel Rae Don Curry (Carol City, 16 de fevereiro de 1995) é um rapper, cantor e compositor norte-americano. Curry começou a fazer rap enquanto estava na sexta série e começou a trabalhar em sua primeira mixtape em 2011, quando estava na escola. É destacado pela forte lírica em suas músicas. Influenciado pelo rapper underground da Flórida SpaceGhostPurrp, a mixtape foi apresentada mais tarde nas mídias sociais de Purrp, dando atenção local a Curry e resultando em Curry se juntando ao coletivo de hip-hop de Purrp, Raider Klan.
Curry saiu da Raider Klan em 2013, lançando seu primeiro álbum de estúdio, Nostalgic 64, em setembro do mesmo ano, enquanto estava na escola. Ele seguiu para lançar mais 4 projetos. 32Zel/Planet Shrooms em 9 de junho de 2015, Imperial em 9 de março de 2016 e Ta13oo (os números compõem a palavra taboo) em 27 de julho de 2018, que disparou e chegou a posição número 28 na tabela Billboard 200. Seu quarto álbum de estúdio, Zuu, foi lançado em 31 de maio de 2019, e um projeto colaborativo com Kenny Beats, Unlocked, foi lançado em 7 de fevereiro de 2020. Todos os seus projetos foram muito aclamados pelos seus fãs e pessoas que ainda não conheciam seu trabalho.

## Juventude
Denzel Rae Don Curry nasceu em 16 de fevereiro de 1995, em Carol City, Flórida. Ele tem descendência bahamense, vindo tanto de sua mãe quanto de seu pai. Curry começou uma carreira artística com ambições poéticas desde cedo no ensino fundamental, antes dele começar a praticar rap no sexto ano. Ele passou muito tempo em uma organização chamada Boys & Girls Clubs of America. Em sua estadia, ele desafiava os outros para batalha de raps. No ensino médio, ele foi a uma escola especializada em design e arquitetura em Miami por dois anos, antes de sair de lá. Depois, Curry foi para a Miami Carol City Center High School, onde ele começou a fazer seu primeiro álbum, Nostalgic 64. Numa entrevista em 2018  para o The Breakfast Club, Denzel divulgou que ele foi abusado por um homem mais velho duranta a sua juventude.

## Carreira

### 2011-12: Início da carreira
Em 24 de setembro de 2011, Curry lançou sua primeira mixtape, intitulada King Remembered Underground Tape 1991-1995. Todo o projeto que Curry postou foi posteriormente incluído na página do SpaceGhostPurrp, que iniciou o nascimento da carreira musical de Denzel. Após o lançamento da primeira mixtape de Curry, Curry se tornou membro do grupo de hip hop da SpaceGhostPurrp, chamado Raider Klan.
Em 2012, ele lançou sua segunda mixtape, intitulada King of the Mischievous South Vol. 1 Underground Tape 1996, que chamou a atenção do rapper americano Earl Sweatshirt e de outros membros do selo Odd Future.
A terceira mixtape de Curry, intitulada Strictly for My RVIDXRS, foi lançada após a morte de Trayvon Martin, que também morava em Carol City e frequentava a mesma escola que Denzel Curry. Seu estilo de rap nesta mixtape foi inspirado por Tupac Shakur.

### 2013–14:Nostalgic 64
O grupo Raider Klan foi dissolvido, o que levou Curry a embarcar em sua carreira solo de rap.  Em 3 de setembro de 2013, Curry lançou seu álbum de estreia, intitulado Nostalgic 64. O álbum conta com participações de JK the Reaper, Lil Ugly Mane, Mike G, Nell, Robb Bank $, Stephen A. Clark e Yung Simmie, entre outros.  Em 2014, Curry foi apresentado na faixa de Deniro Farrar, chamada "Bow Down" (incluída no EP de Farrar's Rebirth)  e Curry foi apresentado em Dillon Cooper.A faixa de "Eyes of the World" (incluída na mixtape X:XX de Cooper). 

### 2015–16:32 Zel / Planet Shrooms and Imperial
Em 9 de junho de 2015, Curry lançou seu primeiro EP duplo, intitulado 32 Zel / Planet Shrooms, que continha seu single "Ultimate". A música se tornou viral e foi reproduzida em vídeos do Bottle Flip, entre outros. Ele já acumulou mais de 100 milhões de streams no Spotify e obteve 30 milhões de visualizações no YouTube, apesar da falta de um videoclipe. Seu primeiro lançamento em 2016 foi o single "Flying Nimbus".
Seu segundo álbum, intitulado Imperial, foi lançado em 9 de março de 2016 e relançado posteriormente no Spotify como versão deluxe em 14 de outubro de 2016. 
Em junho de 2016, Curry apareceu em uma capa como uma das classes de calouros da XXL em 2016.

### 2017-2018:13eTa13oo
Em 13 de maio de 2017, Curry enviou uma faixa com o título "Hate Government [demo]" para sua conta do SoundCloud. Nas semanas seguintes, ele lançou mais duas demos para músicas intituladas "Equalizer [demo]" e "Zeltron 6 Billion", com Lil Ugly Mane. Após esses lançamentos, bem como uma série de posts enigmáticos nas mídias sociais (aparentemente retratando outro alter ego chamado Zeltron), ele lançou um EP intitulado 13 em 25 de junho de 2017.  Todas as faixas demo foram incluídas no EP como bem como duas outras músicas novas. Em 18 de agosto de 2017, Curry lançou outra música chamada "Skywalker".  Mais tarde naquele ano, em 22 de setembro, uma versão remasterizada de 32 Zel foi lançado, incluindo um remix de "Ultimate", com Juicy J.
Desde que ele começou a lançar demos para músicas em 13, Curry fez várias menções ao seu terceiro álbum de estúdio, intitulado Ta13oo. 13 serve como uma amostra do Ta13oo, e nenhuma data de lançamento do álbum foi anunciada. Em 28 de fevereiro de 2018, ele apareceu na música "Kristi", do artista ASAP Ferg, que também apresentava o IDK. Foi apresentado pela primeira vez ao vivo em Austin, TX, em 10 de março, durante sua turnê colaborativa.  Em 16 de março de 2018, ele enviou a música "Uh Huh", mais uma vez apresentando o IDK, em seu canal oficial do YouTube. 
Em 2 de abril de 2018, Curry lançou o off single de Ta13oo intitulado "Sumo" na Zane Lowe 's batidas 1 programa de rádio.  Em 24 de maio de 2018, Curry lançou o segundo single do álbum intitulado "Percs". Curry então lançou o terceiro single, "Clout Cobain", em 13 de julho de 2018, e anunciou que seu álbum Ta13oo seria lançado em três atos: o primeiro ato, Light, foi lançado em 25 de julho, seguido por Gray em julho. 26 e Dark em 27 de julho. Cada single lançado anteriormente representa um dos atos do álbum, como "Sumo", "Clout Cobain" representa Gray e "Percs" representa Dark, que se juntam de forma coesa para formar Ta13oo.

### 2019 – presente:Zuu,13lood In + 13lood Oute Unlocked
Em 14 de fevereiro de 2019, Curry apresentou um cover de "Bulls on Parade" de Rage Against the Machine na estação de rádio australiana Triple J como parte de Like a Version, que foi recebida com elogios em geral. 
Em 8 de maio de 2019, Curry lançou "Ricky", seu primeiro single desde o lançamento do Ta13oo. A música tem o nome de seu pai, a quem a música é inspirada. Em 22 de maio de 2019, Curry lançou um segundo single "Speedboat" e anunciou o lançamento de seu próximo álbum Zuu em 31 de maio de 2019. 
Em 15 de julho de 2019, Curry fez sua estréia na televisão no The Tonight Show, estrelado por Jimmy Fallon, apresentando uma mistura de "Ricky" e "Wish" de seu álbum Zuu. Ele também revelou que havia cortado seus dreadlocks exclusivos.
Em 6 de janeiro de 2020, Curry lançou 13lood 1n + 13lood Out, um EP[carece de fontes?] com os colegas rappers Ghostemane, Xavier Wulf, ZillaKami e AK do The Underachievers. O projeto foi anunciado inicialmente em novembro de 2018.
Em 7 de fevereiro de 2020, Curry lançou o Unlocked, uma colaboração do EP com Kenny Beats. O lançamento foi acompanhado por um curta-metragem de animação.
Em 5 de março de 2021, Denzel lançou Unlocked 1.5, um remix de sua colaboração passada com Kenny Beats. O novo remix apresenta uma produção nova com Robert Glasper, The Alchemist, Georgia Anne Muldrow, Sango, Jay Versace, Godmode e Charlie Heat, assim como novas participações de Joey Bada$$, Smino, Benny the Butcher, entre outros.

## Vida pessoal
Em 4 de março de 2014, o irmão de Curry, Treon Johnson, morreu de ferimentos por ter sido agredido e pulverizado com pimenta pela polícia. Os policiais responderam a relatos de Johnson jogando cocos de um telhado em um cachorro que o mordeu. Curry disse que seu irmão morreu de uma aparente parada cardíaca quando entrou em sepse devido a uma ferida depois de ser submetido a uma cirurgia. 
Até janeiro de 2017, Denzel Curry morava com XXXTentacion, Ronny J e outros membros do C9 em Miami. Ele já morou em Los Angeles.
Em novembro de 2020, Denzel admitiu que "odeia" fazer rap e que se frustrou com a indústria da música, dizendo "Todo mundo falha em reconhecer meu gênio e influência. Mas vocês me entendem.” O motivo de ter se frustrado com a indústria musical seria porque ele se sente somente como um assunto de interesse, especialmente durante as entrevistas, por causa de sua relação com o também rapper e antigo amigo de Denzel, XXXTentacion.
Em janeiro de 2021, Curry descobriu que ele era da mesma família que Smino, um rapper de St. Louis, por meio de um tio que eles têm em comum.

## Discografia

### Álbuns de estúdio
- Nostalgic 64 (2013)
- Imperial (2016)
- Ta13oo (2018)
- Zuu (2019)
- Unlocked (2020)
- Melt My Eyez, See Your Future (2022)